# Липник (Требнє)
Липник (словен. Lipnik) — поселення в общині Требнє, регіон Південно-Східна Словенія, Словенія.